# Barbosa Ferraz
Barbosa Ferraz es un municipio brasileño, localizado en la región noroeste del estado de Paraná. En el censo de 2010 fue registrada una población de 12 653 habitantes.

## Geografía
Posee un área de 538,621 km² representando 0,2702 % del estado, 0,0956 % de la región y 0,0063 % de todo el territorio brasileño. Se localiza a una latitud 24°1′48″ sur y a una longitud 52°00'43" oeste, estando a una altitud de 435 metros en la sede. Su población estimada en 2009 es de 13.955 habitantes. En 2000, la población del municipio representaba 0,15 % de la población del Estado y 0,01 % de la población del país.

### Demografía
Datos del censo - 2010
Población Total: 12 653
- Urbana: 9584
- Rural: 3069
- Hombres: 6366
- Mujeres: 6287
- Expectativa de vida: 66,6 años

Índice de Desarrollo Humano Municipal (IDH-M): 0,700
- Idh salario: 0,618
- Idh longevidad: 0,694
- Idh educación: 0,788

### Clima
Clima Subtropical Húmedo Mesotérmico, veranos calientes con tendencia de concentración de las lluvias (temperatura media superior a 22 °C), inviernos con heladas poco frecuentes (temperatura media inferior a 18 °C), sin estación de sequía definida.

## Administración
- Prefecto: Arquímedes Gasparotto (2009/2012)
- Viceprefecto: Gilson Cassol